# Authie (Calvados)
Authie ist eine französische Gemeinde mit 1.691 Einwohnern (Stand: 1. Januar 2022) im Département Calvados in der Region Normandie. Die Gemeinde gehört zum Arrondissement Caen und zum Kanton Caen-2. Die Einwohner nennen sich Althavillais.

## Geographie
Authie liegt als banlieue etwa fünf Kilometer nordöstlich von Caen. Umgeben wird Authie von den Nachbargemeinden Rosel im Norden und Nordwesten, Cairon im Norden, Saint-Contest im Norden und Osten, Saint-Germain-la-Blanche-Herb im Süden und Südosten sowie Rots im Westen.

## Geschichte
Im Zweiten Weltkrieg töteten deutsche Armeeangehörige am 7. Juni 1944 in Authie 28 alliierte Kriegsgefangene.

## Bevölkerungsentwicklung
| Jahr                             | 1962 | 1968 | 1975 | 1982 | 1990 | 1999 | 2006 | 2013 |
| Einwohner                        | 414  | 514  | 571  | 645  | 780  | 983  | 1303 | 1533 |
| Quelle: Cassini, EHESS und INSEE |      |      |      |      |      |      |      |      |

## Sehenswürdigkeiten
- Kirche Saint-Vigor aus dem 11. Jahrhundert, seit 1913 Monument historique
- Monumentalkreuz, seit 1927 Monument historique

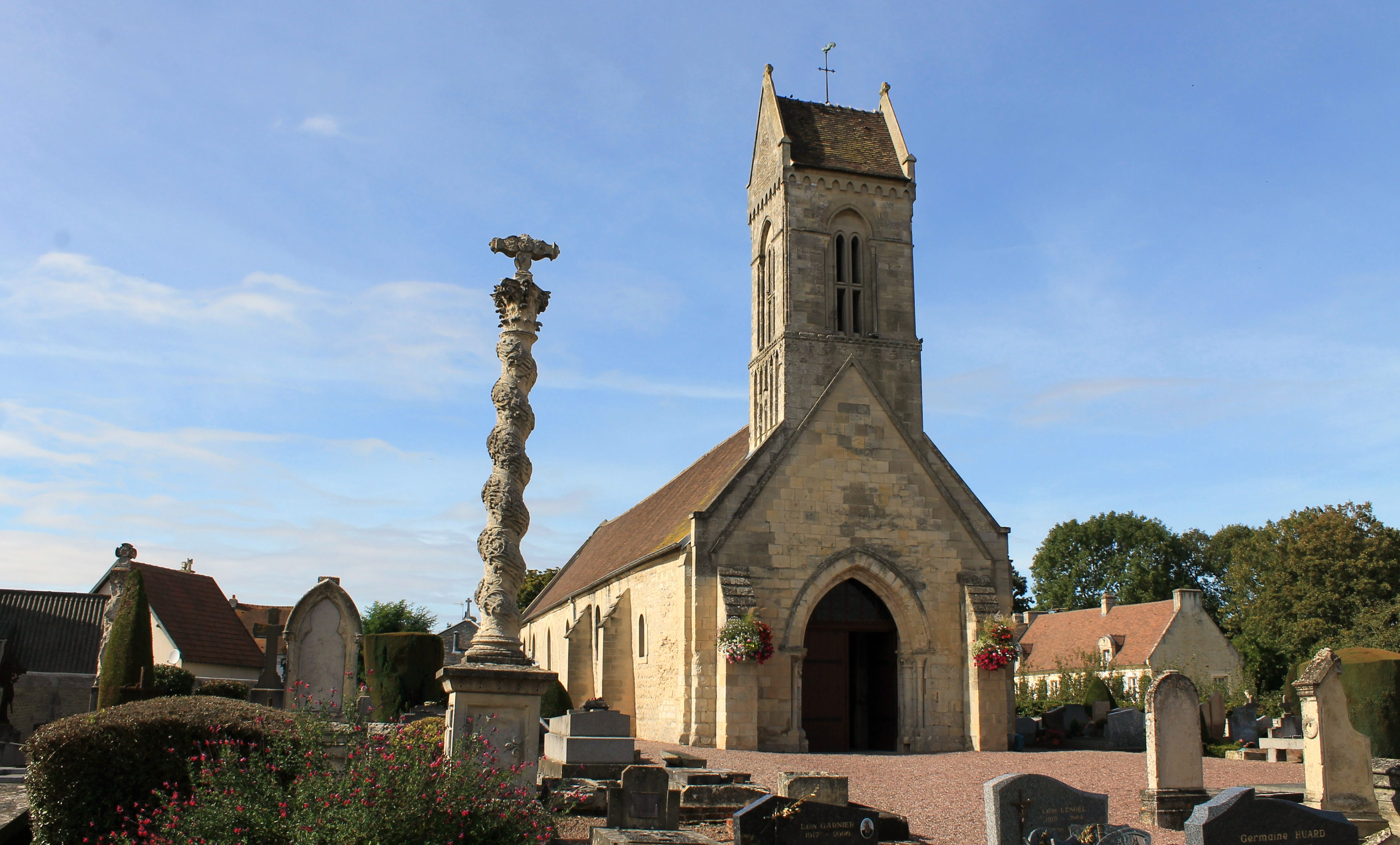
Kirche Saint-Vigor

- Schloss Authie mit Park
- kanadischer Militärfriedhof

## Gemeindepartnerschaften
Mit der britischen Gemeinde North Baddesley in Hampshire besteht seit 1993 eine Partnerschaft.